# Lisa Seiler
Lisa Seiler (* 9. Oktober 1990 in Sonneberg) ist eine deutsche Fußballspielerin.

## Karriere

### Vereine
Seiler begann im Alter von sechs Jahren beim SC 06 Oberlind mit dem Fußballspielen; später spielte sie beim 1. FC Sonneberg. Nachdem sie bereits in der Thüringenauswahl gespielt hatte, kam sie 2006 zum FF USV Jena. Die ehemalige Stürmerin wurde zur Außenläuferin umgeschult. Mit der ersten Mannschaft Jenas stieg sie 2008 in die Fußball-Bundesliga auf und erreichte 2010 das Finale im DFB-Pokal. 2020 beendete sie ihre Karriere zugunsten ihres Studiums.

### Nationalmannschaft
Seiler bestritt im Jahr 2004 drei Länderspiele für die U15-Nationalmannschaft. 

## Sonstiges
2010 legte Seiler ihr Abitur am Sportgymnasium Jena ab und nahm an der Ernst-Abbe-Fachhochschule Jena ein Studium der Biotechnologie auf.